# Captura del Consejo Supremo de Crimea
La captura de la Rada Suprema de la República Autónoma de Crimea ocurrió el día 27 de febrero de 2014 en el marco de la crisis de Crimea de 2014 en el que las fuerzas armadas rusas sin insignias tomaron y ocuparon el edificio del Parlamento de Crimea, lo que condujo a la actual guerra ruso-ucraniana. La Fiscalía de Crimea consideró el incidente como un ataque terrorista.

## Antecedentes
En 2014 luego del Euromaidán que derrocó al presidente ucraniano, Víktor Yanukóvich, el sentimiento ruso decidió «comenzar a trabajar para devolver Crimea a Rusia». El 25 de febrero, una manifestación prorrusa organizada por el Frente de Crimea y Organizaciones de cosacos se llevó a cabo fuera del edificio del Consejo Supremo de Crimea. Los manifestantes gritaron consignas prorrusas y exigieron la separación de Ucrania mediante la celebración de un referéndum. Antes de los manifestantes se presentó el Portavoz del Consejo Supremo de Crimea Vladímir Konstantínov, anuncio la sesión extraordinaria del 26 de febrero. Los medios informaron que se podría plantear una pregunta sobre la retirada de Crimea de Ucrania en la sesión, pero Konstantínov negó esos rumores, calificándolos de provocación del «equipo Makeevka en el gobierno de Crimea».
El 26 de febrero, dos eventos tuvieron lugar en paralelo junto a los muros de la Rada Suprema de la RAC: una manifestación pro-ucraniana organizada por el Mejlis del Pueblo Tártaro de Crimea, que reunió hasta diez mil participantes, y una manifestación prorrusa de unos 700 personas, iniciada por el partido «Rus unity». Debido a las medidas de seguridad insatisfactorias tomadas por los agentes del orden, hubo peleas entre los participantes de la manifestación pro-ucranianos y prorrusos, lo que resultó en la muerte de dos personas de la manifestación prorrusa. La manifestación prorrusa fue llevada al patio interior de la Rada Suprema de Crimea y programada el día antes de que se cancelara la sesión del parlamento.

## Cronología
En la mañana del día 27 de febrero de 2014, alrededor de las 4:30, dos grupos de 10 a 15 hombres armados con uniforme militar y sin insignias entraron al edificio de la Rada Suprema de Crimea y tomaron el control del mismo. Inmediatamente después de la captura, los atacantes se atrincheraron en el interior, habiendo retirado previamente a una pequeña cantidad de personal. El diputado del pueblo de Crimea de la UDAR, Serguéi Kunitsyn, dijo que el edificio fue capturado por 120 personas altamente capacitadas que tenían un gran arsenal de armas, incluidas armas automáticas, ametralladoras y lanzagranadas, lo que les permitiría defenderse durante mucho tiempo. Las personas que tomaron el edificio se describieron como activistas de autodefensa de los ciudadanos de Crimea de habla rusa, aunque el líder de Mejlis, Refat Chubárov, dijo que los rusos estaban a cargo de estas personas; más tarde quedó claro que la operación fue orquestada por fuerzas especiales rusas.
Valentyn Nalyvaichenko, el entonces jefe de la SBU, creía que no hubo una captura forzada del Consejo supremo, ya que las autoridades locales de Crimea, incluida la policía, transfirieron voluntariamente el control del edificio y las armas.